# Tugend
Das Wort Tugend (von mittelhochdeutsch tugent ‚Kraft, Macht, [gute] Eigenschaft, Fertigkeit, Vorzüglichkeit‘ – ursprünglich nicht nur auf Personen bezogen; lateinisch virtus, altgriechisch ἀρετή aretḗ) bezeichnet in der Ethik eine als wichtig und erstrebenswert geltende Charaktereigenschaft, die eine Person befähigt, das sittlich Gute zu verwirklichen. Damit verbindet sich gewöhnlich die Auffassung, dass dieser Eigenschaft und der Person, die über sie verfügt, Lob und Bewunderung gebühren.

## Etymologie und Begriffsgeschichte
Tugend ist als Verbalabstraktum von taugen abgeleitet, einem Verb, dessen Grundbedeutung ‚geeignet, brauchbar sein, nützen‘ ist. Im Althochdeutschen ist um 1000 tugund (‚Tüchtigkeit‘, ‚Kraft‘, ‚Brauchbarkeit‘) bezeugt. Im Mittelhochdeutschen hat tugent, tugende zusätzlich die Bedeutungen ‚männliche Tüchtigkeit, Heldentat‘. Unter dem Einfluss theologischer und philosophischer Literatur, die aus dem Lateinischen ins Deutsche übersetzt wurde, trat im Mittelalter ein Bedeutungswandel ein: Der Begriff erhielt eine spezifisch moralische Bedeutung und bezeichnete eine sittliche Vollkommenheit im christlichen Sinn als Gegensatz zu Laster und Sünde. Diese Begriffsverwendung bürgerte sich seit der Übersetzungstätigkeit Notkers des Deutschen (10./11. Jahrhundert) ein.
Speziell mit Bezug auf Frauen wurde Tugend auch als Synonym von Keuschheit verwendet, etwa in Wendungen wie, „Sie bewahrte ihre Tugend“. Die mit dem moraltheologisch geprägten Sprachgebrauch zusammenhängende Bedeutungsverengung und der damit oft verbundene Eindruck von Scheinheiligkeit und Pharisäertum hat in der Moderne zu einer Abwertung des Begriffs Tugend geführt. Die heutige Begriffsverwendung ist oft distanziert, auch spöttisch und ironisch (‚Ausbund von Tugend, Tugendbold‘).

## Antike Begriffe
Der altgriechische Ausdruck ἀρετή wird oft – auch in wissenschaftlicher Fachliteratur – mit „Tugend“ übersetzt. Zugleich wird aber in der Fachliteratur auf die Problematik dieser Übersetzung hingewiesen. Im allgemeinen (nichtphilosophischen) Sprachgebrauch der Antike bezeichnet aretē die „Gutheit“, das heißt die Tüchtigkeit einer Person bei der Erfüllung ihrer besonderen Aufgaben oder die Tauglichkeit einer Sache (auch eines Tieres oder eines Körperteils) für den Zweck, dem sie dienen soll. Im Deutschen kann somit aretē, wenn es um die nichtphilosophische Bedeutung geht, mit „Tauglichkeit“, „Vorzüglichkeit“ oder „Vortrefflichkeit“ wiedergegeben werden. Die Übersetzung mit „Tugend“ ist in vielen Fällen missverständlich, denn oft ist keine Tugendhaftigkeit in einem moralischen Sinn gemeint.
In philosophischen Texten hat aretē gewöhnlich einen moralischen Sinn. Daher ist in einem solchen Kontext die Übersetzung mit „Tugend“ in der Regel nicht zu beanstanden. Allerdings ist eine Vermischung mit neuzeitlichen, christlich geprägten Tugendvorstellungen zu vermeiden.
Das lateinische Wort virtus leitet sich von vir („Mann“) ab und bezeichnet ursprünglich Mannhaftigkeit, die sich vor allem als (militärische) Tapferkeit äußert. Der Begriff diente aber auch als Übersetzung des griechischen aretē und erhielt dadurch insbesondere in philosophischen Texten und später im christlichen Sprachgebrauch den Sinn, den aretē in der griechischen Philosophie hatte (Tugend). In dieser Bedeutung war virtus (im Plural virtutes) eine Bezeichnung für unterschiedliche Eigenschaften, die im Rahmen sozialer und ethischer Wertvorstellungen als wünschenswert galten.

## Tugendkataloge

### Kardinaltugenden
Als die vier klassischen Grundtugenden (seit dem Mittelalter: Kardinaltugenden) gelten Klugheit oder Weisheit, Gerechtigkeit, Tapferkeit und Mäßigung. Platons Theorie der Grundtugenden wurde für die ganze tugendethische Theorie richtungsweisend. Für Aristoteles ist Tugend der Weg zur Glückseligkeit. Die Glückseligkeit wird hier aber nicht verstanden als subjektives Glücksgefühl, sondern als geglücktes Leben. Das Leben glückt dann, wenn der Mensch die Möglichkeiten verwirklicht, die in ihm angelegt sind (Entelechie).

### Christliche Tugenden

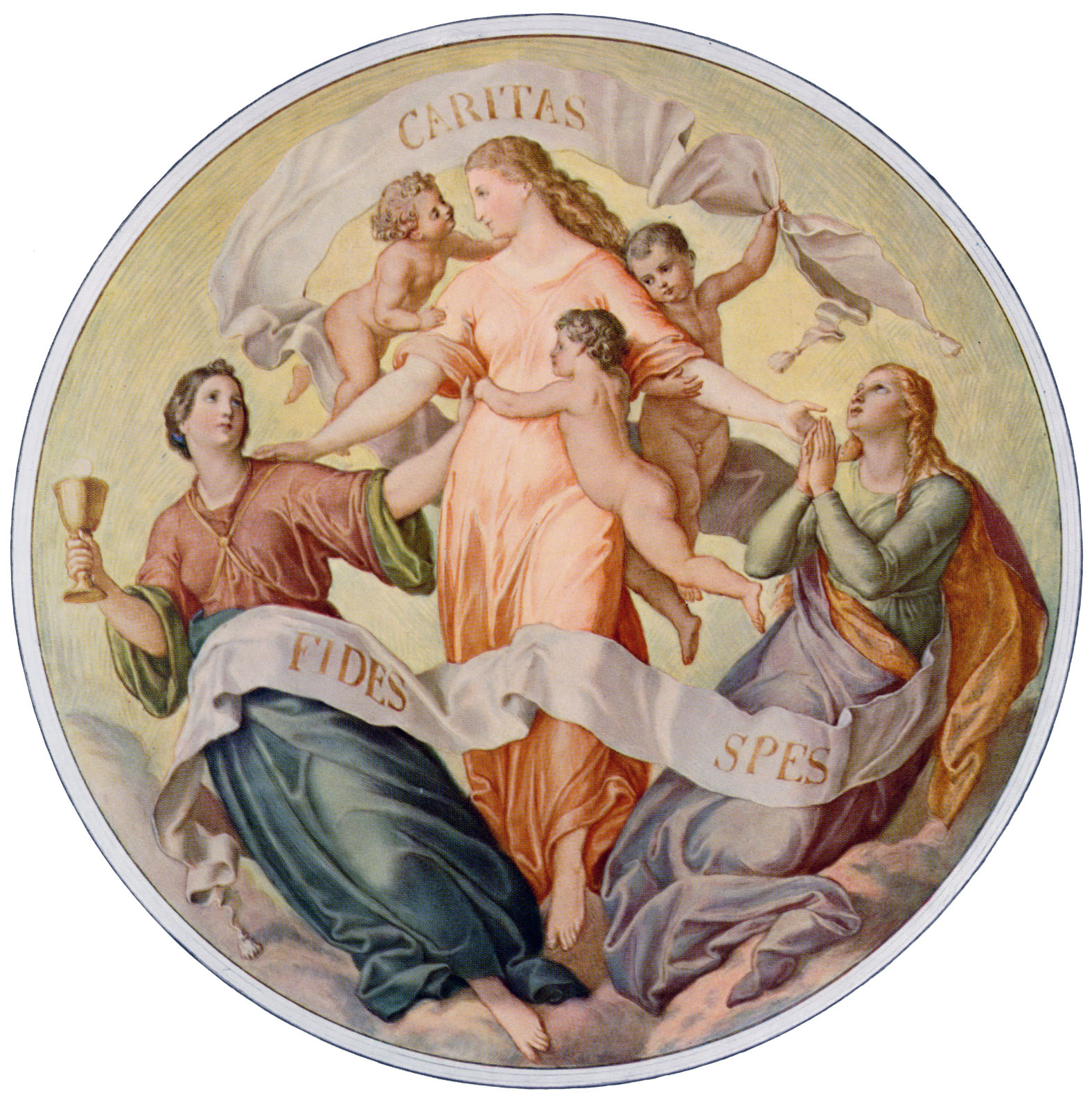
Julius Schnorr von Carolsfeld: Glaube, Liebe, Hoffnung

Die christlichen Tugenden gehen auf die zehn Gebote des Alten Testamentes und deren Auslegung durch Jesus Christus im Neuen Testament zurück, etwa in den Seligpreisungen der Bergpredigt. Dort lehrt Jesus auch über die Anwendung der Tugenden des Almosengebens, des Gebets und des Fastens (Mt 6,1–21 ): Es kommt ihm nicht nur auf das Tun an sich an, sondern vor allem auf die Beweggründe dahinter.
Die drei göttlichen Tugenden, auch theologische Tugenden genannt, stehen im ersten Brief an die Korinther des Apostels Paulus (1 Kor 13,13 ). Sie werden unter anderem in den Werken des Kirchenlehrers Thomas von Aquin kommentiert. Es sind: Glaube (lateinisch fides), Hoffnung (lateinisch spes) und Liebe (lateinisch caritas). In der Lehre der katholischen Kirche treten zu diesen drei theologischen Tugenden noch die vier Kardinaltugenden hinzu.
Durch die Reformation wurde die Tugend der Beharrlichkeit (lateinisch perseverantia) hinzugefügt, zu der nach Martin Luther die unerschütterliche Gewissheit gehört, gerechtfertigt zu sein.

### Himmlische Tugenden
Angelehnt an die Psychomachia, einem Text des christlichen Dichters Prudentius aus dem 4. Jahrhundert, hat sich im Mittelalter folgende Liste der sieben himmlischen Tugenden entwickelt, die jeweils mit einer entsprechenden Untugend (siehe auch Todsünde) um die Vorherrschaft in der Seele ringen. Diese Auflistung war auch durch die Bearbeitung im musikalischen Werk Hildegards von Bingen im Mittelalter weit verbreitet:
| Tugend   | Demut (humilitas)  | Mildtätigkeit (caritas) | Keuschheit (castitas) | Geduld (patientia) | Mäßigung (temperantia) | Wohlwollen (humanitas) | Fleiß (industria) |
| Untugend | Hochmut (superbia) | Habgier (avaritia)      | Wollust (luxuria)     | Zorn (ira)         | Völlerei (gula)        | Neid (invidia)         | Faulheit (acedia) |

### Ritterliche Tugenden
Als Rittertugenden galten staete, minne, hoher muet, mâze und triuwe (mittelhochdt. Minnesang), was in etwa mit Beständigkeit (im Sinne von Integrität), Frauendienst oder Agape, heitere Gelassenheit/Enthusiasmus, Mäßigung und aufrichtiger Treue übersetzt werden kann. Das allegorische Preisgedicht auf Kaiser Karl IV. von Heinrich von Mügeln „Der meide kranz“ (um 1355) enthält eine Tugendlehre, in der die zwölf Tugenden Weisheit, Wahrheit, Gerechtigkeit, Barmherzigkeit, Friedfertigkeit, Starkmut (Stärke/Standhaftigkeit), Glaube, Mäßigung, Güte, Demut, Hoffnung und Liebe auftreten.

### Bürgerliche Tugenden
Bürgerliche Tugenden umfassen insbesondere: Ordentlichkeit, Sparsamkeit, Fleiß, Reinlichkeit und Pünktlichkeit. Diese Tugenden sind auf die praktische Bewältigung des Alltags gerichtet. Ihre soziale Funktion besteht im Aufbau und der Sicherung einer wirtschaftlichen Existenz. Otto Friedrich Bollnow bezeichnet sie daher auch als „wirtschaftliche Tugenden“, die das pragmatische Gegenstück zu den sonstigen, oft an Idealen orientierten Tugenden darstellen. Bürgerlich werden diese Tugenden genannt, da sie für das Bürgertum in der Epoche der Aufklärung die Voraussetzungen lieferten, sich gegenüber dem Adel kulturell und wirtschaftlich zu emanzipieren.

### Preußische Tugenden
Als preußische Tugenden werden die von den Wertvorstellungen des Pietismus und der Aufklärung geprägten Tugenden bezeichnet, die seit 
Friedrich Wilhelm I. vom preußischen Staat propagiert und gefördert wurden. Von den preußischen Tugenden leiten sich auch die deutschen Tugenden ab, zu denen unter anderem Pünktlichkeit, Ordnung und Fleiß gehören. Da diese Eigenschaften für sich allein genommen keine ethische Bedeutung haben, sondern nur wertvoll zur Erreichung anderer, übergeordneter Ziele sind, werden sie auch als Sekundärtugenden bezeichnet.

### Wissenschaftliche Tugenden
Als Tugenden der wissenschaftlichen Forschung nennt Karl Jaspers Sachlichkeit, Hingabe an den Gegenstand, besonnenes Abwägen, Aufsuchen der entgegengesetzten Möglichkeiten, Selbstkritik, Vorsicht im endgültigen Behaupten, das Prüfen der Grenzen und der Art der Geltung unserer Behauptungen, das Hören auf Gründe, das Verstehen sowie das Mitdenken auf dem Standpunkt eines jeden anderen.

### Herrschertugenden
- Tapferkeit (virtus)
- Gerechtigkeit (iustitia)
- Milde (clementia)
- Ehrerbietung (pietas)

### Buddhistische Tugenden (Silas)
Die sittlichen Grundregeln des Buddhismus sind die fünf Silas, in denen gelobt wird, sich darin zu üben
- kein Lebewesen zu töten oder zu verletzen
- nichts zu nehmen, was mir nicht gegeben wird
- keine ausschweifenden sinnlichen Handlungen auszuüben
- nicht zu lügen und wohlwollend zu sprechen
- keine Substanzen zu konsumieren, die den Geist verwirren und das Bewusstsein trüben

### Soldatische Tugenden
In einer alten Version der Zentralen Dienstvorschrift der Bundeswehr heißt es, dass gegenseitiges Verständnis, guter Wille und Hilfsbereitschaft eine Kameradschaft entstehen ließen, die auch größeren Belastungen standhalte. „Die soldatischen Tugenden entwickeln sich in den kleinen Gemeinschaften der Truppe. Dort entsteht die Kameradschaft; sie zeigt sich im Einsatz füreinander, besonders in Mühe und Gefahr. Sie soll Vorgesetzte und Untergebene in allen Lagen fest verbinden. […] [sie gibt] Zuversicht und Halt. Wer mehr zu leisten vermag, muss dem weniger Erfahrenen und Schwächeren helfen. Falscher Ehrgeiz, Selbstsucht und Unaufrichtigkeit zerstören die Kameradschaft.“

### Allgemeines
- Otto Friedrich Bollnow: Wesen und Wandel der Tugenden. Ullstein, 1972, ISBN 3-548-12209-4.
- Wolfgang Brezinka: Tüchtigkeit. Analyse und Bewertung eines Erziehungszieles. Reinhardt Verlag, München, Basel 1987, ISBN 3-497-01127-4, 124 S.
- André Comte-Sponville: Ermutigung zum unzeitgemäßen Leben. Ein kleines Brevier der Tugenden und Werte. Rowohlt, 2010, ISBN 978-3-499-62599-2.
- Eugen Drewermann: Die sieben Tugenden. Patmos Verlag, 2012, ISBN 978-3-8436-0173-3.
- Romano Guardini: Tugenden. Meditationen über Gestalten sittlichen Lebens. Werkbund-Verlag, Würzburg 1963; Matthias-Grünewald Verlag, Ostfildern 10. Auflage 2021, ISBN 978-3-7867-3087-3.
- Timo Hoyer: Tugend und Erziehung. Die Grundlegung der Moralpädagogik in der Antike. Verlag Julius Klinkhardt, Bad Heilbrunn 2005, ISBN 3-7815-1418-8.
- Corine Pelluchon: Éthique de la considération, coll. «L'Ordre philosophique», Paris, Seuil 2018, ISBN 978-2-021-32160-9; dt. Übersetzung von Heinz Jatho: Ethik der Wertschätzung: Tugenden für eine ungewisse Welt. wbg academic, Darmstadt 2019, ISBN 978-3-534-74433-6.
- Peter Prange: Werte – Von Plato bis POP – Alles, was uns verbindet, Droemer Knaur Verlag, München 2006, ISBN 3-426-27392-6.
- Rolf Reber: Gut so! Kleine Psychologie der Tugend. C.H. Beck Verlag, München 2008, ISBN 978-3-406-57362-0.
- Klaus Peter Rippe, Peter Schaber (Hrsg.): Tugendethik, Reclam, Stuttgart 1998, ISBN 3-15-009740-1.
- Neil Roughly: Tugend. In: Jürgen Mittelstraß (Hrsg.): Enzyklopädie Philosophie und Wissenschaftstheorie. 2. Auflage. Band 8: Th – Z. Stuttgart, Metzler 2018, ISBN 978-3-476-02107-6, S. 122–128 (ausführliches Literaturverzeichnis).
- Richard Friedrich Runge: Tugendethik: Einführung (= intro: Philosophie; 4). 1. Auflage. Verlag Karl Alber, Baden-Baden, 2024, ISBN 978-3-495-99255-5.
- Florian Russi: Über Werte und Tugenden. Undogmatische Betrachtungen. 3. Auflage. Bertuch-Verlag, Weimar 2009, ISBN 978-3-937601-54-0.
- Peter Schallenberg: Gott, das Gute und der Mensch. Grundlagen katholischer Moraltheologie. Bonifatius, Paderborn 2009, S. 72–100.
- Friedrich Schorlemmer (Hrsg.): Das Buch der Werte − Wider die Orientierungslosigkeit unserer Zeit, VS Verlagshaus Stuttgart (Edition Stuttgart) 1995.
- Martin Seel: 111 Tugenden, 111 Laster. Eine philosophische Revue. S. Fischer Verlag, Frankfurt am Main 2011, ISBN 978-3-10-071011-6.
- Ulrich Wickert (Hrsg.): Das Buch der Tugenden. Hoffmann und Campe, Hamburg 1995, ISBN 3-455-11045-2.

### Philosophiegeschichte
- Peter Stemmer, Rolf Schönberger, Otfried Höffe, Christof Rapp: Tugend. In: Historisches Wörterbuch der Philosophie, Band 10, S. 1532–1570.
- Bruno Schüller: Zu den Schwierigkeiten, die Tugend zu rehabilitieren. In: Theologie und Philosophie, Jg. 58 (1983), S. 535–555.

### Ritterliche bzw. höfische Tugenden
- Peter Dinzelbacher (Hrsg.): Europäische Mentalitätsgeschichte. Hauptthemen in Einzeldarstellungen (= Kröners Taschenausgabe. Band 469). Kröner, Stuttgart 1993, ISBN 3-520-46901-4.
- G. Eifler (Hrsg.): Ritterliches Tugendsystem. Darmstadt 1970.
- Peter Ganz: Der Begriff des ‚Höfischen‘ bei den Germanisten. In: Wolfram-Studien. 4, S. 16–32.
- Karl-Heinz Göttert: Tugendbegriff und epische Struktur in höfischen Dichtungen. Böhlau, Köln 1971.
- Gert Kaiser, Jan-Dirk Müller (Hrsg.): Höfische Literatur, Hofgesellschaft, Höfische Lebensformen um 1200.
- Eduard Neumann: Der Streit um das ritterliche Tugendsystem. In: Theodor Frings, Gertraud Müller: Keusch. In: Erbe der Vergangenheit. Germanistische Beiträge. Festgabe für Karl Helm zum 80. Geburtstage 19. Mai 1951. Niemeyer, Tübingen 1951, S. 137–155.
- Werner Paravicini: Die ritterlich-höfische Kultur des Mittelalters. München 1994.

### Bürgerliche Tugenden
- Erich E. Geissler: Erziehung zu neuen Tugenden? In: E. E. Geissler, W. Rüegg: Eliten in der Demokratie. Walter Raymond Stiftung, H. 33, 1983.

### Frauentugend
- Thomas Blisniewski: Frauen, die den Faden in der Hand halten. Handarbeitende Damen, Bürgersmädchen und Landfrauen von Rubens bis Hopper. München 2009, ISBN 978-3-938045-35-0.
- Thomas Blisniewski: „… und schafft mit emsigen Händen“ – Weibliche Handarbeiten in Werken von Ridolfo Schadow, Carl Joseph Begas und Johann Anton Ramboux im Wallraf-Richartz-Museum – Fondation-Corboud. In: Kölner Museums-Bulletin. Berichte und Forschungen aus den Museen der Stadt Köln. 3, 2001, S. 4–18.
- Gail Carolyn Sirna: Frauen, die nie den Faden verlieren. Handarbeitende Frauen in der Malerei von Vermeer bis Dali. Mit einem Vorwort von Thomas Blisniewski. München 2007.
- Robert L. Wyss: Die Handarbeiten der Maria. Eine ikonographische Studie unter Berücksichtigung der textilen Techniken. In: Michael Stettler, M. Lemberg (Hrsg.): Artes Minores. Dank an Werner Abegg. Bern 1973, S. 113 ff.